# Druuna

Druuna é uma  personagem de histórias em quadrinhos dos gêneros erótico, ficção científica e fantasia criado pelo quadrinista italiano Paolo Eleuteri Serpieri. A maioria das aventuras de Druuna giram em torno de um futuro pós-apocalíptico, e o enredo é muitas vezes um veículo para variadas cenas de pornografia hardcore e imagens softcore. Druuna é frequentemente descrita como seminua ou nua.
Druuna atuou em nove volumes da série Morbus Gravis entre 1985 e 2016. Estas histórias foram destaque nas revistas para adultos Métal Hurlant e Heavy Metal. Druuna também tem sido destaque em inúmeras e populares sketchbooks de Serpieri, que já venderam mais de um milhão de cópias em doze línguas. Serpieri aparece em muitas das histórias como o personagem Doc. No Brasil, a extinta edição local da revista Heavy Metal publicou em português os seis primeiros volumes da série Morbus Gravis além dos sketchbooks, Druuna X e Druuna X 2.

## Lista de livros

### SerieMorbus Gravis
- Morbus Gravis (1985)
- Morbus Gravis 2: Druuna (1987)
- Creatura (1990)
- Carnivora (1992)
- Mandragora (1995)
- Aphrodisia (1997)
- The Forgotten Planet (2000)
- Clone (2003)
- Anima: Prequela (2016)

Existem ainda outras séries.